# Pseudogagrella minuta
Pseudogagrella minuta is een hooiwagen uit de familie Sclerosomatidae.